# Cuadernos de literatura infantil y juvenil
Cuadernos de literatura infantil y juvenil es una revista española de análisis de la LIJ, creada en 1988 "con un doble objetivo: dignificar una literatura que, por estar destinada a los menores, siempre se ha considerado menor, y defender la importancia cultural de la lectura desde la infancia". Se ha editado ininterrumpidamente hasta el presente, con once números al año, y es de las revistas más señaladas del sector, junto con Educación y Biblioteca, Primeras noticias, Peonza, Platero, y la más reciente Mi biblioteca, en papel; e Imaginaria y Babar, en la red.
La revista ofrece artículos de análisis sobre obras, autores, géneros, aplicaciones de la teoría al estudio y experiencias de animación a la lectura, además de reseñas de novedades o libros premiados y un apartado para autores e ilustradores relativamente noveles. Cada año publica también un monográfico sobre un autor clásico y un "panorama del año" con particular atención a las lenguas autonómicas de España. 
Fue premiada en 2005 con el Premio Nacional de Fomento de la Lectura.
Tras estar siempre dirigida por Victoria Fernández, en marzo de 2020 toma el relevo el actual director: Gabriel Abril.